# Produit de solubilité
Le produit de solubilité est la constante d'équilibre correspondant à la dissolution d'un solide dans un solvant.

## Définition
On considère la dissolution d'un solide ionique de formule XαYβ.
La dissolution est décrite par la réaction suivante :
{\displaystyle \mathrm {X_{\alpha }Y_{\beta }} _{({\text{s}})}{\quad }\rightleftharpoons {\quad }\mathrm {\alpha \,X_{({\text{aq}})}^{\beta +}} +\mathrm {\beta \,Y_{({\text{aq}})}^{\alpha -}} }
En utilisant la loi d'action de masse, on obtient la formule :
{\displaystyle K={\frac {a\left(X_{({\text{aq}})}^{\beta +}\right)^{\alpha }\cdot \,a\left(Y_{({\text{aq}})}^{\alpha -}\right)^{\beta }}{a\left({X_{\alpha }Y_{\beta }}_{({\text{s}})}\right)}}}
avec a(X) l'activité de l'espèce X.
Le composé ionique étant un solide pur, son activité est égale à 1. Les activités des ions dans un milieu aqueux correspondent à leurs concentrations exprimées en moles par litre (mol L−1), divisées par une concentration de référence C0 = 1 mol L−1.
{\displaystyle a\left({X_{\alpha }Y_{\beta }}_{({\text{s}})}\right)=1\qquad ;\qquad a\left(X_{({\text{aq}})}^{\beta +}\right)^{\alpha }=\left({\frac {\left[X^{\beta +}\right]}{C^{0}}}\right)^{\alpha }\qquad ;\qquad a\left(Y_{({\text{aq}})}^{\alpha -}\right)^{\beta }=\left({\frac {\left[Y^{\alpha -}\right]}{C^{0}}}\right)^{\beta }}
Le produit de solubilité est :{\displaystyle K_{\text{s}}=\left({\frac {\left[X^{\beta +}\right]}{C^{0}}}\right)^{\alpha }\cdot \left({\frac {\left[Y^{\alpha -}\right]}{C^{0}}}\right)^{\beta }}
On trouve aussi souvent le pKs, obtenu à partir du produit de solubilité par {\displaystyle pKs=-logKs}

## Produit de solubilité dans l'eau à25°C

Illustration du produit de solubilité :
- si le produit des concentrations [X+]·[Y−] des deux ions constitutifs du composé ionique reste inférieur à Ks, le composé ionique se dissocie entièrement ;
- si le produit [X+]·[Y−] est atteint, la solution est saturée et l'addition de composé ionique se traduit par un précipité. Une addition supplémentaire du composé XY ne modifie pas la concentration en ions mais augmente la quantité de précipité.

Voici quelques exemples de valeurs numériques du produit de solubilité dans l'eau, par ordre de solubilité décroissante :
| Formule | Nom du composé           | Ks          |
| ------- | ------------------------ | ----------- |
| NaCl    | Chlorure de sodium       | 32,98       |
| TiBrO3  | Bromate de titane        | 1,7 × 10−4  |
| PbCl2   | Chlorure de plomb(II)    | 1,6 × 10−5  |
| Ca(OH)2 | Hydroxyde de calcium     | 5,5 × 10−6  |
| TiBr    | Bromure de titane        | 3,4 × 10−6  |
| NiCO3   | Carbonate de nickel      | 1,3 × 10−7  |
| CaC2O4  | Oxalate de calcium       | 2 × 10−9    |
| MnS     | Sulfure de manganèse(II) | 2,5 × 10−13 |
| Cu(OH)2 | Hydroxyde de cuivre(II)  | 5,0 × 10−19 |
| HgS     | Sulfure de mercure(II)   | 4 × 10−53   |

La valeur du produit de solubilité dépend de la température. De façon générale, elle croît avec la température.
Le produit de solubilité est un rapport de concentrations. C'est donc un nombre sans dimension, qui s'exprime sans unité. Il s'agit d'une constante thermodynamique intervenant dans la loi d'action de masse.
Il n'est cependant pas rare que par abus, le produit de solubilité soit noté comme un produit de concentrations, en omettant les concentrations de référence C0 pour simplifier l'écriture. Cet abus de notation demeure malgré tout erroné car il pose un problème d'homogénéité.

## Relation entre le produit de solubilité et la solubilité
Attention : les relations et méthodes de calcul exposées dans ce paragraphe ne s'appliquent que dans le cas de la dissolution d'un seul composé ionique : si d'autres éléments sont déjà présents ou sont ajoutés, il faut en tenir compte.

### Exemple d'un composé ionique de type XY
Le bromure de cuivre se dissout dans l'eau suivant l'équilibre suivant :
{\displaystyle \mathrm {CuBr} _{\text{(s)}}{\quad }\rightleftharpoons {\quad }\mathrm {Cu^{+}} _{\text{(aq)}}+\mathrm {Br^{-}} _{\text{(aq)}}}
Soit s la solubilité du bromure de cuivre dans l'eau pure. On considère une solution d'eau pure de volume 1 L. La dissolution de {\displaystyle x={\frac {s}{C^{0}}}} moles de CuBr donne x moles de Cu+ et x moles de Br−. En considérant que le volume de solution ne varie pas au cours de la réaction, on peut décrire la situation de la manière suivante :
|                 | {\displaystyle \mathrm {CuBr} _{\text{(s)}}{\quad }\rightleftharpoons {\quad }\mathrm {Cu^{+}} _{\text{(aq)}}+\mathrm {Br^{-}} _{\text{(aq)}}} |     |     |
| Espèce chimique | CuBr | Cu+ | Br− |
| t = 0           | x | 0   | 0   |
| Équilibre       | 0 | x   | x   |

Le produit de solubilité du bromure de cuivre s'écrit :
{\displaystyle K_{\text{s}}={\frac {\left[\mathrm {Cu^{+}} \right]\cdot \left[\mathrm {Br^{-}} \right]}{(C^{0})^{2}}}=5{,}3\times 10^{-9}\qquad \Longrightarrow \qquad K_{\text{s}}\cdot (C^{0})^{2}=s\cdot s=s^{2}=5{,}3\times 10^{-9}\;{\rm {mol^{2}\;L^{-2}}}}.
Donc
{\displaystyle s={\sqrt {5{,}3\times 10^{-9}}}={\rm {7{,}2\times 10^{-5}\;mol\;L^{-1}}}}.
La masse molaire du bromure de cuivre est
{\displaystyle {\rm {M_{CuBr}=63{,}55+79{,}90=143{,}45\;g\;mol^{-1}}}}.
La solubilité massique du bromure de cuivre est
{\displaystyle s_{\mathrm {m} }=s\times \mathrm {M_{CuBr}} =7{,}2\times 10^{-5}\times 143{,}45={\rm {1{,}03\times 10^{-2}\;g\;L^{-1}}}}

### Exemple d'un composé ionique de type X2Y
Le carbonate d'argent se dissout suivant l'équilibre :
{\displaystyle {\rm {{Ag_{2}CO_{3}}_{\text{(s)}}{\quad }\rightleftharpoons {\quad }2\,{Ag^{+}}_{\text{(aq)}}+{{CO_{3}}^{2-}}_{\text{(aq)}}}}}
On considère une solution d'eau pure de volume 1 L et note s la solubilité du carbonate d'argent dans l'eau pure. On pose {\displaystyle x={\frac {s}{C^{0}}}}. La dissolution de x moles de Ag2CO3 donne 2x moles de Ag+ et x moles de CO3−. On peut décrire la situation de la manière suivante :
|                 | {\displaystyle {\rm {{Ag_{2}CO_{3}}_{\text{(s)}}{\quad }\rightleftharpoons {\quad }2\,{Ag^{+}}_{\text{(aq)}}+{{CO_{3}}^{2-}}_{\text{(aq)}}}}} |     |       |
| Espèce chimique | Ag2CO3 | Ag+ | CO32− |
| t = 0           | x | 0   | 0     |
| Équilibre       | 0 | 2x  | x     |

{\displaystyle K_{\text{s}}=\left({\frac {\rm {\left[Ag^{+}\right]^{2}\cdot \left[CO_{3}^{2-}\right]}}{(C^{0})^{3}}}\right)=8{,}1\times 10^{-18}}
En supposant que le volume de solution reste 1 L durant toute la réaction, on peut écrire :
{\displaystyle K_{\text{s}}=(2x)^{2}\cdot (x)=4x^{3}=8{,}1\times 10^{-18}\qquad \Longrightarrow \qquad x={\sqrt[{3}]{\frac {8{,}1\times 10^{-18}}{4}}}}
Donc, il vient :
{\displaystyle s={\rm {1{,}26\times 10^{-6}\;mol\;L^{-1}}}}.
La masse molaire du carbonate d'argent est
{\displaystyle {\rm {M_{Ag_{2}CO_{3}}=275{,}7\;g\;mol^{-1}}}}.
La solubilité massique du carbonate d'argent est
{\displaystyle s_{\mathrm {m} }=C\cdot \mathrm {M_{Ag_{2}CO_{3}}} =1{,}26\times 10^{-6}\times 275{,}7={\rm {3{,}49\times 10^{-4}\;g\;L^{-1}}}}.

### Généralisation
Soit la dissolution d'un composé ionique de formule générale XαYβ.
{\displaystyle \mathrm {X_{\alpha }Y_{\beta }} _{({\text{s}})}{\quad }\rightleftharpoons {\quad }\mathrm {\alpha \,X_{({\text{aq}})}^{\beta +}} +\mathrm {\beta \,Y_{({\text{aq}})}^{\alpha -}} }.
Soit s la solubilité de XαYβ. On pose {\displaystyle x={\frac {s}{C^{0}}}}. La dissolution dans 1 L d'eau pure de x moles de XαYβ donne αx moles de Xα et βx moles de Yβ. On peut décrire la situation de la manière suivante :
|                 | {\displaystyle \mathrm {X_{\alpha }Y_{\beta }} _{({\text{s}})}{\quad }\rightleftharpoons {\quad }\mathrm {\alpha \,X_{({\text{aq}})}^{\beta +}} +\mathrm {\beta \,Y_{({\text{aq}})}^{\alpha -}} } |                                                          |                                                           |
| Espèce chimique | {\displaystyle {\mathrm {X_{\alpha }Y_{\beta }} }_{({\text{s}})}} | {\displaystyle {\mathrm {X} ^{\beta +}}_{({\text{aq}})}} | {\displaystyle {\mathrm {Y} ^{\alpha -}}_{({\text{aq}})}} |
| t = 0           | x | 0                                                        | 0                                                         |
| Équilibre       | 0 | αx                                                       | βx                                                        |

{\displaystyle K_{\text{s}}=\left({\frac {\left[X^{\beta +}\right]}{C^{0}}}\right)^{\alpha }\cdot \left({\frac {\left[Y^{\alpha -}\right]}{C^{0}}}\right)^{\beta }}
Toujours en supposant le volume de la solution constant durant toute la durée de la réaction,
{\displaystyle K_{\text{s}}=(\alpha \,x)^{\alpha }\cdot (\beta \,x)^{\beta }}
La relation générale entre le Ks et la solubilité est la suivante :
{\displaystyle K_{\text{s}}=\alpha ^{\alpha }\cdot \beta ^{\beta }\cdot \left({\frac {s}{C^{0}}}\right)^{\alpha +\beta }}.

## Effet d'ion commun
Quel est le comportement d'un composé que l'on dissout dans une solution qui contient préalablement un ion de ce composé ?

Soit par exemple la dissolution du chlorure d'argent dans une solution d'acide chlorhydrique de concentration molaire 0,1 mol L−1 et de volume 1 L. L'acide chlorhydrique étant un acide fort, il se dissocie complètement en cations H+ et anions Cl−. Le chlorure d'argent se dissocie suivant la réaction :
{\displaystyle {\rm {{AgCl}_{({\text{s}})}{\quad }\rightleftharpoons {\quad }{Ag^{+}}_{({\text{aq}})}+{Cl^{-}}_{({\text{aq}})}}}}.
De manière qualitative en utilisant le principe de Le Chatelier, on montre que l'augmentation d'ion chlorure (donc à droite de l'équilibre) provoque un déplacement de l'équilibre vers la gauche. La présence d'ions chlorure diminue la solubilité du chlorure d'argent.

Exemple :
Notons s la solubilité du chlorure d'argent dans l'eau pure et posons {\displaystyle x={\frac {s}{C^{0}}}}.
On considère x moles de chlorure d'argent introduites dans une solution d'1 L d'eau pure.
|                 | {\displaystyle {\rm {{AgCl}_{({\text{s}})}{\quad }\rightleftharpoons {\quad }{Ag^{+}}_{({\text{aq}})}+{Cl^{-}}_{({\text{aq}})}}}} |     |     |
| Espèce chimique | AgCl | Ag+ | Cl− |
| t = 0           | x | 0   | 0   |
| Équilibre       | 0 | x   | x   |

{\displaystyle K_{\text{s}}={\rm {\left({\frac {\left[Ag^{+}\right]}{C^{0}}}\right)\cdot \left({\frac {\left[Cl^{-}\right]}{C^{0}}}\right)}}}
Le volume de solution est considéré invariant au cours de la réaction. Alors,
{\displaystyle K_{\text{s}}=x\cdot x=x^{2}=1{,}8\times 10^{-10}}.
Il vient :
{\displaystyle S={\rm {1{,}35\times 10^{-5}\;mol\;L^{-1}}}}.
Si l'on dissout du chlorure d'argent dans la solution d'acide chlorhydrique à 0,1 mol L−1, la situation est la suivante :
|                 | {\displaystyle {\rm {{AgCl}_{({\text{s}})}{\quad }\rightleftharpoons {\quad }{Ag^{+}}_{({\text{aq}})}+{Cl^{-}}_{({\text{aq}})}}}} |     |        |
| Espèce chimique | AgCl | Ag+ | Cl−    |
| t = 0           | x’ | 0   | 0,1    |
| Équilibre       | 0 | x’  | x’+0,1 |

{\displaystyle K_{\text{s}}={\rm {\left({\frac {\left[Ag^{+}\right]}{C^{0}}}\right)\cdot \left({\frac {\left[Cl^{-}\right]}{C^{0}}}\right)}}}
Toujours en supposant le volume de solution constant durant toute la réaction, on peut considérer que :
{\displaystyle K_{\text{s}}=x^{\prime }\cdot (x^{\prime }+0{,}1)=1{,}8\times 10^{-10}}
On peut faire l'hypothèse que s' est très faible devant 0,1 mol L−1, ainsi :
{\displaystyle K_{\text{s}}=0{,}1\,x^{\prime }=1{,}8\times 10^{-10}}
D'où :
{\displaystyle s^{\prime }={\rm {1{,}8\times 10^{-9}\;mol\;L^{-1}}}}
{\displaystyle s^{\prime }<s}
La solubilité du chlorure d'argent dans une solution d'acide chlorhydrique est inférieure à sa solubilité dans l'eau pure.
Vérification de l'hypothèse de calcul : {\displaystyle {\rm {1{,}8\times 10^{-9}\;mol\;L^{-1}\ll 0{,}1\;mol\;L^{-1}}}}. Il était donc possible de faire l'approximation.
Attention : dans le cas contraire, si l'approximation n'est pas justifiée, c'est-à-dire si les deux termes sont plus ou moins du même ordre de grandeur, il faut résoudre l'équation du second degré afin de déterminer la solubilité.